# Brigitte Bardot (cântec)
Brigitte Bardot (cunoscut și sub numele de Brigitte Bardot-Bardot) este un cântec de muzică samba în limba portugheză, compus în anul 1960 de Miguel Gustavo și adus în prim-plan de Jorge Veiga. Titlul cântecului este inspirat de numele actriței franceze Brigitte Bardot.

## Istorie
Brigitte Bardot a fost un marș popular, iar în 1978 a devenit faimos atunci când a fost inclus de trio-ul belgian Two Man Sound în potpuriul Disco samba.; 